# Mesochorinae
Mesochorinae sind eine weltweit verbreitete Unterfamilie der Schlupfwespen.  Es sind 14 Gattungen mit fast 900 Arten beschrieben. Etwa 90 % der Arten gehören zur Gattung  Mesochorus. In der Westpaläarktis kommen ca. 300 Arten von Mesochorus vor.
In Deutschland sind (Stand 2000) 163 Arten der Mesochorinae bekannt.

## Morphologie
Die Mesochorinae sind meistens klein bis mittelgroß, die Arten der Gattung Cidaphus sind relativ groß, die Länge der Vorderflügel beträgt 2 bis 14 mm. Sie haben fast immer in der Mitte des Vorderflügels eine charakteristische viereckige Zelle (Areola), deren Seiten einigermaßen gleich lang sind. Der Clypeus ist meistens nicht deutlich vom Gesicht abgetrennt und ohne apikale Zähne.

## Lebensweise
Die Mesochorinae sind stets endoparasitische Hyperparasiten, das heißt, sie parasitieren andere Parasiten, die ihrerseits in einem Wirt leben. Mit dem feinen Legebohrer positionieren sie ihr Ei auf oder in die Larve des primären Parasiten im Wirt. Die primären Parasiten werden erst  getötet, wenn sie ihren Kokon oder Puparium gebildet haben (also schlupfbereit wären). Kurz darauf schlüpft dann die adulte Mesochorine Schlupfwespe daraus. Also der primäre Parasit lebt im Wirt und ernährt sich darin während er selbst der hyperparasitischen Schlupfwespe als Nahrung dient. Die Wirte (Primärparasiten) sind meistens andere Schlupfwespen oder Brackwespen, manchmal auch Raupenfliegen.

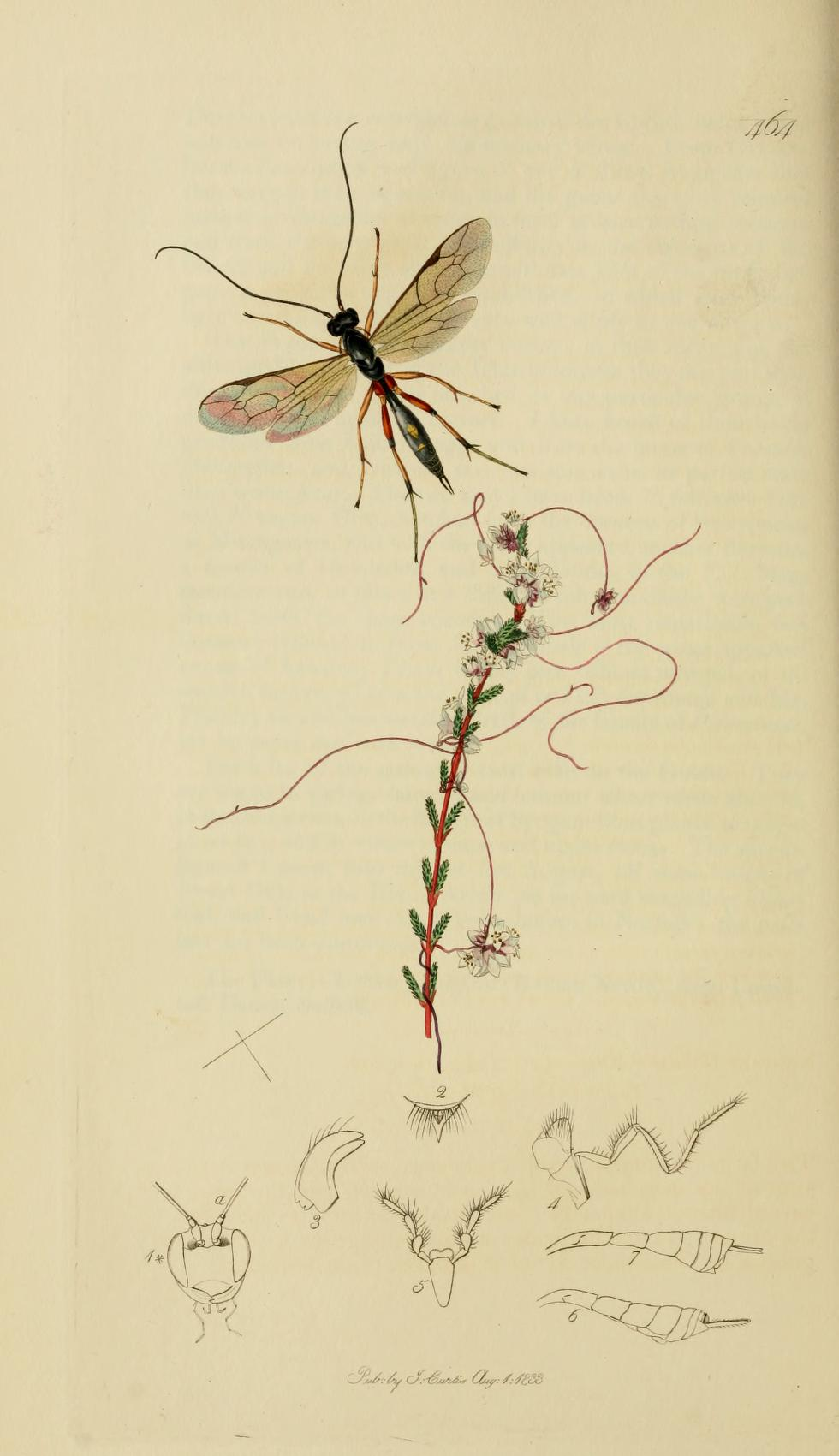
Astiphromma sericans

Die primären Wirte sind Schmetterlingslarven, Larven von Blattwespen, adulte Käfer oder Nymphen von Miridae.
Es wurden auch einzelne Fälle von direktem Parasitismus bei Mesochorus-Arten beschrieben.

## Systematik
Die Mesochorinae werden mit 18 weiteren Unterfamilien zur Gruppe der Ophioniformes gezählt. Sie scheinen mit den Ctenopelmatinae näher verwandt zu sein. Vielleicht sind sie ein Teil der Ctenopelmatinae. Die genauere systematische Stellung ist jedoch unklar und es ist nicht sicher ob sie monophyletisch sind. Die chilenische Gattung Chineater unterscheidet sich in den phylogenetischen Analysen stark von den anderen Gattungen der Mesochorinae (sie hat z. B. keine viereckige Areola wie die meisten Mesochorinae).
Die Anzahl und Abgrenzung der Gattungen der Mesochorinae wird von verschiedenen Autoren unterschiedlich gesehen; Wahl (1993) erkennt nur drei Gattungen, Schwenke teilt sie in sieben Gattungen. Nach Broad et al. werden derzeit acht Gattungen anerkannt.
In Deutschland sind Mesochorinae aus den Gattungen Astiphromma, Cidaphus und Mesochorus bekannt.

## Arten in Deutschland (Auswahl)
- Mesochorus olerum Curtis, 1833